# Kravattsliden
Kravattslidens naturvårdsområde ligger i Örnsköldsviks kommun, cirka 8 kilometer nordväst om Björna och är ett reservat på 140 hektar som Holmen Skog har avsatt.
Reservatet lånar sitt namn från berget i området, Kravattsliden, som i sin tur är uppkallat efter sjön Kravattnet strax öster om berget. Topplatån ligger på 450 meters höjd och har fjällskogskaraktär, med mycket gles långsamväxande granskog och inslag av korta, grova tallar och torrakor. 
Urskogsleden går genom områdets sydvästra del. I östra delen ligger en smedja som användes under 1800-talet vid brytning av järnmalm. 
Det förekommer rikligt med vedsvampar i området, bland annat ostticka, rynkskinn, lappticka, doftskinn och rosenticka.